# Холст (фильм, 2006)
«Холст», также известный под названием «Парусина» (англ. Canvas) — художественный драматический фильм 2006 года режиссёра Джозефа Греко, основанный на реальных событиях. В главных  ролях Джо Пантолиано, Марша Гей Харден и Девон Герхарт.

## Сюжет
10-летний Крис Морино проживает с отцом Джоном и матерью Мэри, страдающей шизофренией. Проходит несколько дней, и отец Криса отправляет мать в психиатрическую лечебницу. И так остальные дни он проводит наедине с сыном. Пока мать несколько дней находилась в психиатрической больнице, Крис ходил в школу, разговаривал с другом, а также познакомился с девочкой. А его отец, разочарованный идущей жизнью со своей супругой, решил однажды заняться постройкой парусника. Вначале Крис не мог понять своего отца

## В ролях
- Джо Пантолиано — Джон Марино
- Марша Гей Харден — Мэри Марино
- Девон Герхарт — Крис Марино
- София Бэйрли — Доун
- Маркус Джонс — Сэм
- Энтони Дель Рио — Грегг
- Эмма Локхарт — Тиффани

## Съёмки
Режиссёр фильма писал, что на третьей неделе съемок в 2005 году, их накрыл ураган Вильма и пришлось предотвратить съёмку фильма. В одном заявлении Джозеф Греко поделился своим ответом, написав, что он являлся помощником знаменитого режиссёра Джеймса Кэмерона, с которым несколько лет назад работал над фильмом «Титаник». Когда производство фильма «Холст» завершилось, Джеймс Кэмерон подписал заявление о вступлении Джозефа Греко в Гильдию режиссёров америки.